# Bátonyterenye
Bátonyterenye – miasto w północnych Węgrzech, w komitacie Nógrád, siedziba powiatu Bátonyterenye.

## Miasta partnerskie
- Fiľakovo